# ジャン・マリー・ド・ラ・ムネ
ジャン=マリー・ロベール・ド・ラ・ムネ（またはド・ムネ、Jean-Marie de La Mennais、1780年 - 1860年）は、ブルトン人のカトリック司祭。
フランス革命後のフランスのカトリック教会の復活の主導者であり、この努力の一環として3つの宗教団体の設立に関与した。哲学者フェリシテ・ロベール・ド・ラメンネは弟であり、若い頃に影響を与えた。
教皇パウロ6世は1966年に彼を尊者とし、列聖については現在審議中である。